# Nowa Wieś (gmina Lubień Kujawski)
Nowa Wieś (niem. Neudorf) – wieś w Polsce położona w województwie kujawsko-pomorskim, w powiecie włocławskim, w gminie Lubień Kujawski.
W latach 1975–1998 miejscowość należała administracyjnie do województwa włocławskiego. Według Narodowego Spisu Powszechnego (III 2011 r.) liczyła 85 mieszkańców. Jest 32. co do wielkości miejscowością gminy Lubień Kujawski.